# Nupalirus japonicus
Nupalirus japonicus is een tienpotigensoort uit de familie van de Palinuridae. De wetenschappelijke naam van de soort is voor het eerst geldig gepubliceerd in 1955 door Kubo.